# 井冈山革命博物馆

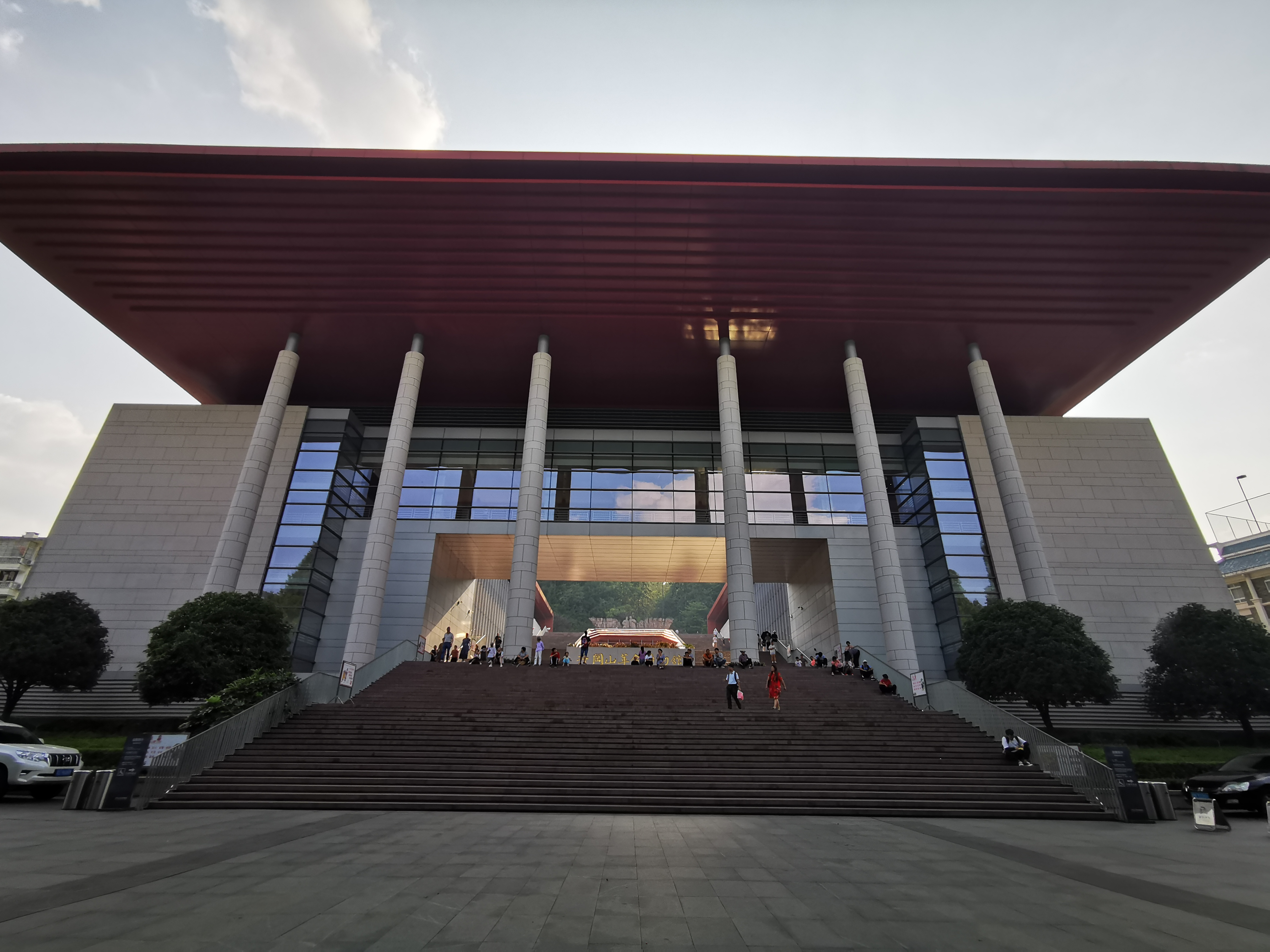
井冈山革命博物馆新馆

井冈山革命博物馆位于中華人民共和國江西省井冈山市茨坪镇紅軍南路，是一个專門展出與井岡山革命根據地有關的文物的博物館。井冈山革命博物馆新馆占地面积1.782公顷，总建筑面积20030平方米，其中展厅面积8436平方米。馆藏文物3万余件，文献资料和历史图片2万余份。博物馆入口大厅位于二层，展示空间布置在二层和三层。

## 歷史
博物館筹建于1958年11月，由国营井冈山综合垦殖场负责兴建，1959年8月完工移交给井冈山管理局管理。1959年10月竣工开放。文化大革命期间1966年12月，因受冲击，井冈山革命博物馆闭馆。1968年4月15日，博物館更名毛主席创建井冈山革命根据地纪念馆。1972年1月月初，博物館重新对外开放，并恢复井冈山革命博物馆馆名。
2005年9月29日，井冈山革命博物馆新馆开工建设。2007年10月27日，井冈山革命博物馆新馆对外开放。2007年11月5日起免費開放。2008年5月，井冈山革命博物馆被评为国家一级博物馆。